# 俄罗斯第一频道历史
本条目为第一频道 (俄罗斯)的扩增。
第一频道（俄语：Первый Канал）于1995年4月1日开播，是俄罗斯的一个全国电视频道。
第一频道原名“俄罗斯公共电视台”（俄语：Общественное российское телевидение, ОРТ），替代了原有的奥斯坦金诺第一频道。俄罗斯公共电视台在2002年9月2日更名为“第一频道”。

## 公共电视台时期（1994－2002年）

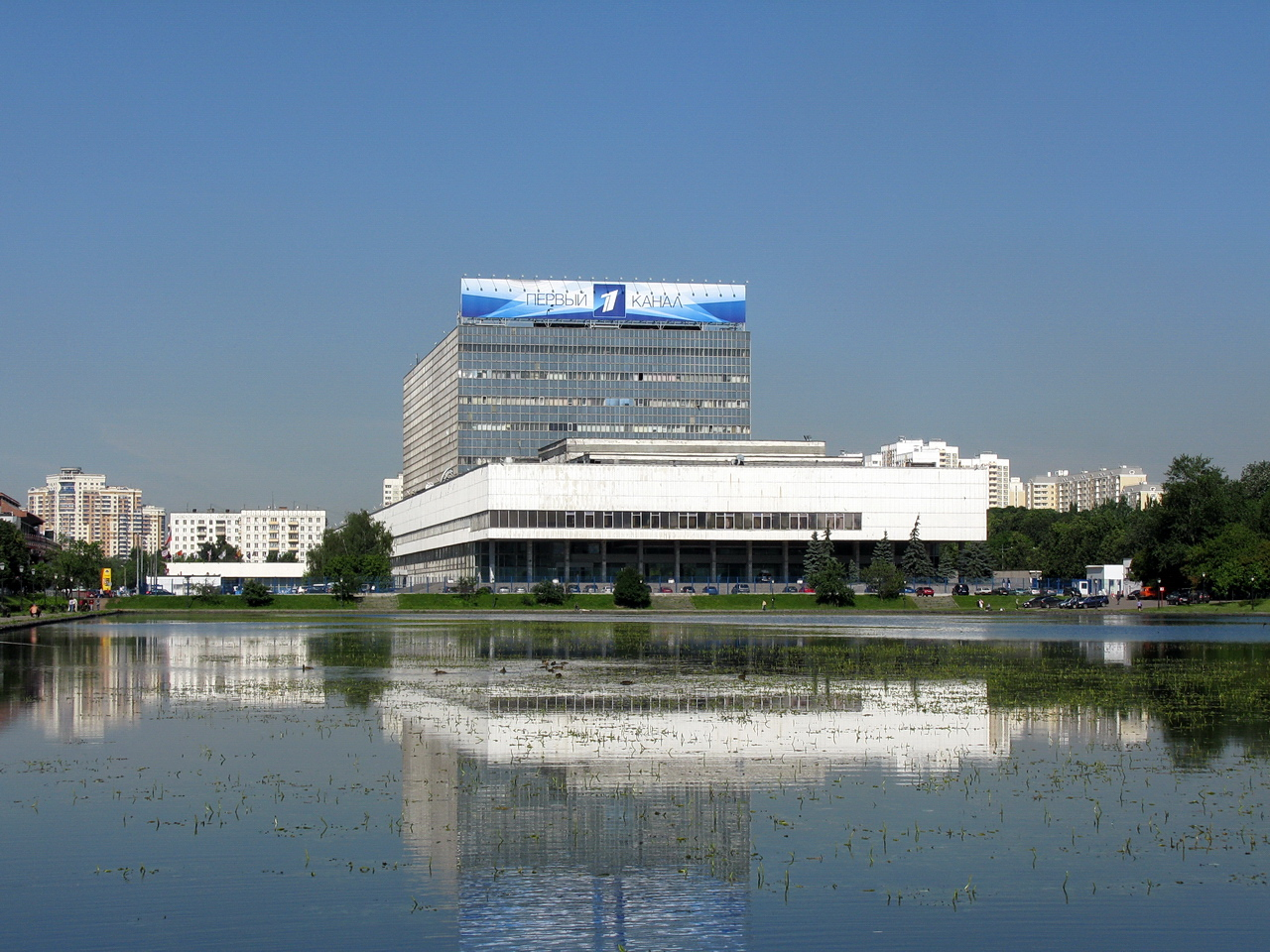
第一频道总部设于奥斯坦金诺电视中心

1994年底至1995年初，当时在俄罗斯地面电视第1号频道播出的奥斯坦金诺第一频道逐渐失去观众基础，这一时期在莫斯科的民意调查中，奥斯坦金诺第一频道的日间节目支持率远低于2×2频道，晚间节目支持率远低于NTV，而频道运营方奥斯坦金诺电视广播公司面临着严重的财务问题，其原因除政府拨款不足外，还包括复杂的广告投放体系，当时在频道各档节目、各集电视剧或电影之间的广告由公司自行投放，但在节目时段内播出的广告由节目工作室或广告中介投放，部分工作室或中介与节目制作方关系密切。此外，奥斯坦金诺与各个节目制作方的关系也十分复杂，一些制作方直接使用奥斯坦金诺的设备或场地制作节目，而不支付租金。这一局面与该公司的架构有一定关系，奥斯坦金诺电视广播公司为母公司，而由其建立的法律实体（包括电视资讯局、“荧屏”工作室以及其他节目工作室）则为子公司。
1994年11月29日，俄罗斯联邦总统颁布法令《关于改善第1号电视频道（莫斯科）及其传输网络》，宣布第1号（莫斯科）电视频道将移交给新成立的俄罗斯公共电视台股份公司，而奥斯坦金诺电视广播公司则为新电视台的创办者之一。1995年4月1日，俄罗斯公共电视台开始在第1号频道播出，奥斯坦金诺电视广播公司成为公共电视台的节目制作方之一。
电视台开播初期数月，不播放任何商业广告，仅播出政府宣传片，例如《俄罗斯计划》系列。商业广告在1995年8月1日恢复播出。与其他全国电视频道类似。1998年春季开始，公共电视台董事会决定，每年5月9日（苏联卫国战争胜利日）停播一切商业广告，此举是考虑到退伍军人和老年观众可能反感在这一天看到商业广告。2005年12月31日至2015年1月1日，公共电视台每年最后一天和新年第一天也不播出商业广告。
1995年5月底，公共电视台对奥斯坦金诺电视广播公司的节目制作债务达到570亿卢布，对奥斯坦金诺电视中心的技术服务债务达到100亿卢布，不过在1995年8月28日，奥斯坦金诺电视广播公司仍与公共电视台签约，提供苏联时期的影视剧存档进行一次性放映。1995年10月6日，俄罗斯联邦总统颁布政令，宣布奥斯坦金诺电视广播公司在10月12日解散，但该公司并未立即解散，仍继续为公共电视台提供苏联时期的影片存档、制作动画片，直至1997年7月17日。公共电视台也继续使用奥斯坦金诺电视广播公司的场地和设备，其位于奥斯坦基诺电视中心的入口曾同时悬挂“奥斯坦金诺电视广播公司”和“俄罗斯公共电视台”的指示牌。
公共电视台与其他私营电视台的关系并不好。为维持节目制作，公共电视台在此后数年成立一系列控股公司，包括节目制作公司“电视工厂”、广告代理公司“ORT-广告”（1995年成立）、录像带制作及发行公司“ORT-影视”（1997年4月成立）、唱片公司“ORT-唱片”（1997年10月成立）和“ORT-音乐会”。
1998年，俄罗斯爆发金融危机，公共电视台遭受重创，栏目制作减少，先前计划的多个新节目被冻结，广告市场崩溃，公共电视台面临破产风险。同年，由于公共电视台原先的广告代理商Premier SV遭受财务危机，电视台将广告代理商改为国际影视。根据电视台总制片人康斯坦丁·恩斯特的回忆录，1998年秋季，电视台的员工已经几个月没有领到工资，每个人都在“假释期间”工作。现任第一频道总经理顾问的阿列克谢·埃菲莫夫回忆说：“1998年，频道根本没有钱，Premier SV广告公司也终止了合约。频道的处境很难，但并没有放弃其地位。”
1998年底，公共电视台无法向节目制作公司付清费用，例如REN-TV（制作《我记得……我爱……》、《纪念》等栏目）、“上课了！”制作公司（制作《直到16岁或更大》、《晚安，孩子们！》、《越来越聪明》等栏目）和Pilot-TV（制作《弗鲁蒂斯阁楼》）等公司，VID公司更警告称若公共电视台不还清债务，将停播除部分新闻政治节目外的所有节目。
1998年11月，地方法庭查封了电视台的新闻采访车队，资讯节目部一度瘫痪，由于记者无法前往现场采访，频道播出的《新闻》栏目一度只有主持人读稿的环节，此后法庭任命了外部仲裁经理，开始对电视台清算。1998年底，叶利钦签署政令，宣布俄罗斯对外经济事务银行向公共电视台提供一亿美元的担保贷款，电视台得以免遭破产。
2000年春季，公共电视台和中心电视台的广播许可证即将到期，其中公共电视台的许可证于5月24日到期。按照俄罗斯联邦新闻部长的说法，公共电视台在1995年获得许可证，有效期至2000年，但忽略了1998年公共电视台改制后曾获得有效期至2003年4月的广播许可。俄罗斯新闻部长米哈伊尔·莱辛宣布电视广播许可通过竞投方式获得。最终公共电视台通过竞投获得继续在第1号频道播出的许可（其唯一竞争者为RTR-Signal公司），时限5年。联邦竞争委员会的9名成员均投票赞成公共电视台继续播出。
2000年10月1日起，频道全面更换徽标及包装设计（印刷出版物上的频道徽标直至10月底方才更换）。

## 第一频道时期（2002年后）
2002年7月29日，公共电视台召开股东年会，决定更换电视台名称。2002年9月2日，电视台更名为“第一频道”，公共电视台股份公司更名为第一频道公开股份公司（2016年12月22日更名为第一频道股份公司），公共电视台国际分部更名为第一频道国际网络封闭股份公司（2017年1月12日更名为第一频道国际网络股份公司），负责录像带及光盘出版的分公司则更名为第一影视公司，电视台官方网站域名更改为www.1tv.ru。对于电视台更名的原因，一说是形象更新、一些播出多年的节目停播，以及电视台的法律地位与公共电视台概念的不一致，另一说是“第一频道”相比“ОРТ”三字母缩写更能凸显频道地位。
同年，胡椒频道因播出酒精饮料广告、未在许可证规定的频率播出节目而被收回频率，原频率公开竞投，第一频道、VID公司、俄罗斯ATV、漫步者电视台、胡椒频道参与频率竞投。
2005年底，第一频道的“数字电视家族”形成，包括在数字电视平台播出的专业化电视频道家庭影院频道、时间频道、音乐频道、Telecafe频道、Telenanny频道（2010年更名为旋转木马频道，与VGTRK合办）。
2013年开始，第一频道退出俄罗斯电视学院，并不再参与该年TEFI奖的评选，频道称是由于“缺乏竞争者”，此后在同年11月，新设立的非营利组织“工业奖项委员会”（第一频道为成立者之一）接管TEFI奖的评选。
2015年2月，第一频道持有的因特频道股权被因特媒体集团收购。
2015年9月，第一频道被列入乌克兰政府制裁名单，第一频道在乌克兰的资产遭冻结，而乌克兰也不再履行对频道的经济和金融义务。

## 新闻节目
开播初期，公共电视台的新闻节目继续由奥斯坦金诺电视广播公司的电视资讯局制作。1996年3月起，公共电视台开始独立制作新闻节目。公共电视台资讯节目部第一任主任为克塞尼亚·波诺马列娃，她曾在1989至1992年间担任《生意人报》主编。
1997年8月5日，时任公共电视台总经理谢尔盖·布拉戈沃林在参与俄罗斯广播电视台的《关键时刻》栏目时，批评公共电视台的管理方式和政治新闻处理方式，反对公共电视台对莫斯科市长尤里·卢日科夫的批评。这一期节目被撤去，而谢尔盖·布拉戈沃林也在8月16日休假，之后辞任公共电视台总经理。1997年亚历山大·柳比莫夫接任资讯节目部主任。
1998年5月，谢尔盖·多连科离开《时间》栏目，并接任资讯节目总制片人，但随后多连科在9月重返《时间》栏目，这一动迁是在公共电视台的股东之一鲍里斯·别列佐夫斯基建议下进行的，未得到总经理克塞尼亚·波诺马列娃同意。波诺马列娃因而离任电视台总经理。1999年11月，谢尔盖·多连科接任电视台副总经理兼分析节目主任，他曾在节目中激烈批评反对派政客，更催生了“电视杀手”的概念。同年秋季，公共电视台继续开展针对叶夫根尼·普里马科夫和尤里·卢日科夫的舆论战。电视台主持人帕维尔·舍列梅特此后回忆称，2000年俄罗斯总统选举期间电视台的新闻分析节目也倾向于鼓动和宣传。这一时期公共电视台的新闻节目风格常遭到新闻界批评。
1999年1月13日，阿肖特·巴布卢米安接任资讯节目部总监，此后在6月8日，该职位由塔季扬娜·科什卡列娃接替。
2000年9月2日，在《谢尔盖·多连科编辑节目》上，多连科多次批判总统普京，并称他为同年8月发生的库尔斯克号核潜艇事故的主凶，这一期节目引发了公众的不满，有观点认为这是受别列佐夫斯基指使而为。随后该栏目因此次事件而停播。
2000年，随着别列佐夫斯基售出电视台股份，资讯节目部出现重大人事变动，塔季扬娜·科什卡列娃被解除资讯节目部部长职位，曾任俄罗斯公共电视台驻美国通讯员以及全俄国家电视广播公司副主席的谢尔盖·戈里亚乔夫接替。
这一时期，与其他频道相比，公共电视台的突发新闻发布延迟较大，公共电视台资讯节目部因而常遭纸媒和线上媒体批评，而在别斯兰人质危机初期，公共电视台主要的社会政治节目均没有提供实况直播，同样受到批评，这一情况与电视台仍处于暑假有关。
自2003年3月24日起，为了“更全面、彻底地向俄罗斯观众介绍伊拉克的最新事件”，第一频道曾实行24小时播出，并在每小时增加新闻，战争爆发头两天，频道取消所有影视剧、娱乐节目，只播出广告和每期15至20分钟的伊拉克战争相关新闻。
2003年夏季至秋季，多名原先在叶夫根尼娅·基塞莱娃旗下的记者（原先在NTV、TV-6、TVS）转职第一频道，包括鲍里斯·伯曼、伊尔达尔·詹达列夫、谢尔盖·巴巴耶夫、弗拉基米尔·连斯基阿利姆·尤苏波夫、马克西姆·鲍里索夫、维克多·迪亚特利科维奇、谢尔盖·乌尔苏利亚克、玛丽亚·沙霍娃。
2004年11月，基里尔·克列梅诺夫接任第一频道资讯节目部总监，原先任职《早安》节目组和TVS频道资讯节目部高级监制的阿列克谢·布罗茨基被任命为资讯节目部副总监。此后第一频道资讯节目部改革，80名通讯员中40名被解雇，在2004—2006年间，第一频道资讯节目部近150人因各种原因离职，至2006年该部门共有员工约700人。

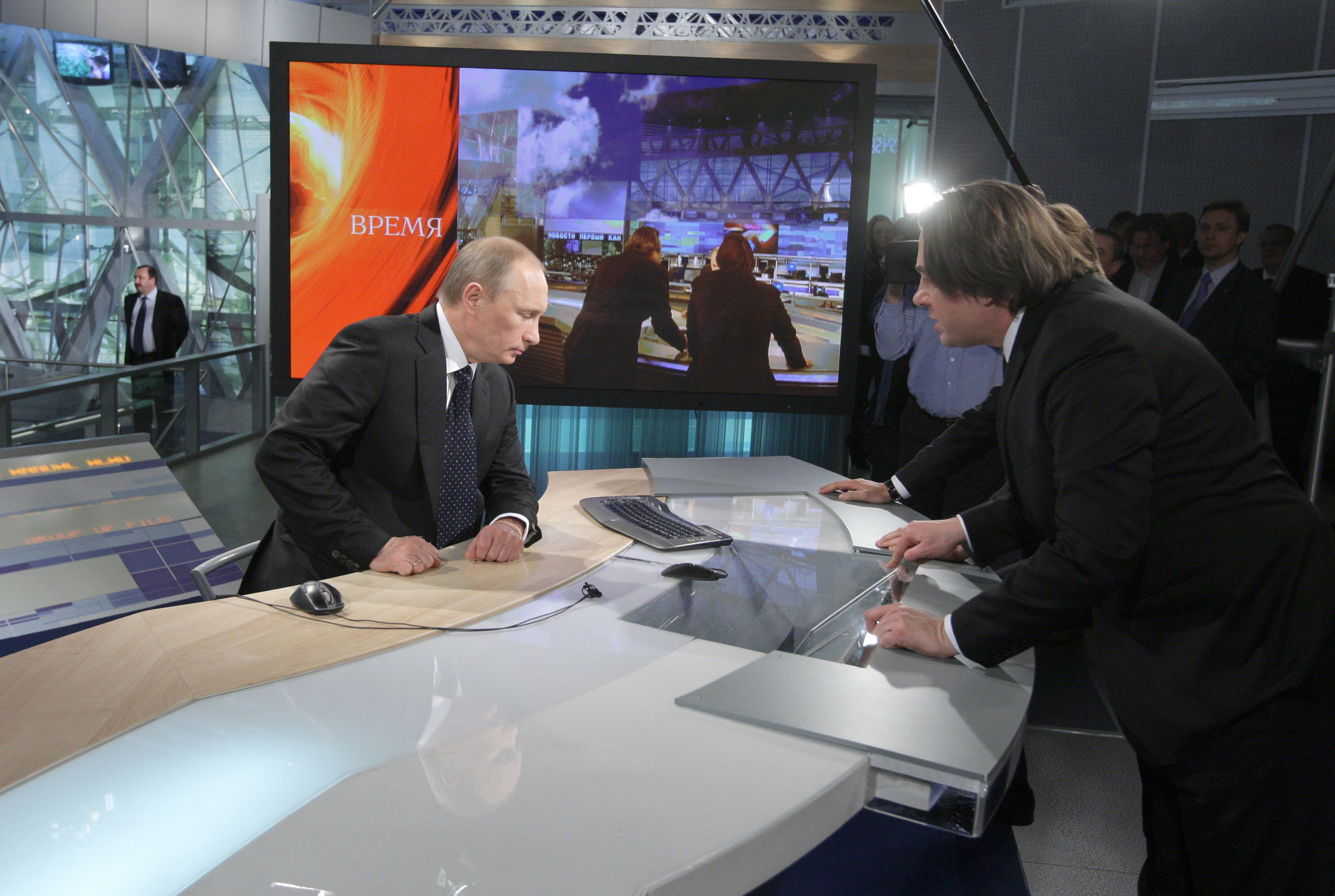
普京坐在第一频道新闻演播室 (2011年)

2008年2月至3月间，在原有奥斯坦金诺音乐会演播室基础上改造而成的新闻综合体启用，节目制作开始数字化，资讯节目部不再使用磁带制作节目，而改用电脑剪辑制作。
2014年8月26日开始，《新闻》和《时间》栏目开始以高清信号播出，而第一频道资讯节目部则在2014年12月份全面实现高清制作。

## 少年儿童节目
开播初期，公共电视台的各类艺术、少年儿童节目和专题节目策划使之与其他频道不同，其中有部分节目早在苏联中央电视台末期就已开播。公共电视台的少年儿童节目由“上课了！”公司制作，该公司是在奥斯坦金诺少年儿童节目工作室的基础上成立的。
1998年，公共电视台成立儿童及娱乐节目局，由俄罗斯著名青少年节目主持人谢尔盖·苏波涅夫领导。在他的领导下，公共电视台推出一系列娱乐和教育节目，主要面向儿童和青少年，其中包括《100%》、《山丘之王》、《迪士尼俱乐部》、《七个麻烦——一个答案》、《一切皆有可能》、《是什么和怎么做》、《第七感》等。这一时期，在俄罗斯各个全国电视频道中，公共电视台长期播出的少年儿童节目数量一直处于领先地位。
2001年12月，儿童及娱乐节目部总监谢尔盖·苏波涅夫去世，该职位由瓦尔迪斯·佩尔什接任。2002年开始，公共电视台少儿节目数量减少，这与公共电视台难以找到与谢尔盖·苏波涅夫水平相当的人才有关，而苏波涅夫创办的节目大多在2005年或之前停播，仅剩动画片放映栏目《迪士尼俱乐部》继续播出至2014年3月9日。

## 体育节目
2004年，第一频道最后一档常规体育节目《维克多·古谢夫足球评论》停播，这与NTV-Plus和全俄国家电视广播公司的体育节目地位提高、第一频道体育节目收视下落有关，此后第一频道体育广播部人员大幅缩减，几乎所有通讯员被解雇
，颜·萨德科夫和赖莎·帕尼娜等从苏联时期便在该频道工作的制作人也被解雇，此后体育播出部的员工仅有维克托·古塞夫、康斯坦丁·维博诺夫、弗拉基米尔·托皮尔斯基、叶夫根尼·库兹涅佐夫、亚历山大·利多格斯特和瓦西里·科诺夫，该部门也只负责奥运会、世界杯、欧冠联赛的转播，偶尔转播曲棍球、拳击和冬季两项赛事，此外还有评论员和专家通过雇佣合约在该部门工作。2005年初，第一频道购买了俄罗斯足球超级联赛每周一场中心赛事的转播权，以及国家足球队每场比赛的独家转播权，但在2011年3月取消常规转播的安排。
2017年11月，频道体育节目部领导层全面变换，第一频道的独家赛事转播时长自2000年代中期以来首次延长，第一频道也成为俄罗斯非专业性全国电视频道中，第一个转播西甲联赛的频道，此次转播的赛事为巴塞对阵皇家马德里（西班牙德比）。此外，体育节目部所有自90年代开始加入频道的评论员、通讯员，除维克多·古谢夫外，全部在2017年12月被解雇，由年轻的记者替代（大多来自竞赛电视台）。体育节目部的异动，很大程度上与2017年新上任的管理层有关，新管理层认为2000年代至2010年代初的一些障碍使得该部门一直没有发展。

## 过往节目编排
开播初期
开播初期，公共电视台30%的节目为影视剧，这一安排由康斯坦丁·恩斯特和影视节目部制作人阿纳托利·马克西莫夫提出。开播之后很长一段时间，公共电视台全天播出不同种类的外语电影、动画片、连续剧，大多为电视台自行配音版本，少数为制作方的译制版本。影视剧节目在以下几个时段播出：一个在《时间》栏目之后（直至2001年），一个在12:20左右（直至2005年），一个在周六晚间（“第一频道精选”栏目，直至2002年），一个在周日或周一夜间（“院线”栏目，直至2003年）。傍晚的前黄金时段或黄金时段，播出拉美电视连续剧，并在次日上午重播，其中大多为巴西拍摄的电视剧。外语影视剧的译制主要由赛琳娜国际（1995至2000年间）和ABC影视（1997年开始）负责。开播初期数年，公共电视台几乎不委托第三方机构制作原创电视剧或电影，这一做法直至90年代末开始增加。
公共电视台开播初期，此前在奥斯坦金诺第一频道播出的GMS节目时段继续在公共电视台播出，但不再显示GMS的标志。原先借用奥斯坦金诺第一频道播出的Mir电视台《一起》栏目也继续在公共电视台播出，该栏目面向独联体国家，不同国籍的主持人在栏目中探讨当下紧迫的问题。
为改变频道面貌，公共电视台决定打造一个“为人民”的电视频道，效仿较受观众欢迎和推崇的NTV，增加新闻播出量。不少奥斯坦金诺时期的节目（包括《政治局》和《事件》）停播，其他节目也逐渐发生变化，一直持续到1995/1996季度。
1995/1996季度
1995/1996季度，公共电视台开播瓦尔迪斯·佩尔什主持的综艺节目《猜旋律》，迅速受到观众欢迎。
由于播出与切尔诺梅尔金和叶利钦健康状况相关的节目，1995年10月1日，《版本》栏目停播，节目制作方REN-TV因而另行组建独立广播系统（49频道）播出节目。此后数年，部分由俄罗斯ATV制作的节目也停播，包括《媒体俱乐部》等苏联时期开播的节目。
1995/1996季度，电视台开播社会政治脱口秀《面对面》，由亚历山大·柳比莫夫主持。
1997/1998季度
由于转播权费用过高，1997年秋季，公共电视台取消转播欧冠联赛的计划，转播权让渡给NTV和NTV-Plus。
1998/1999季度
1998年，由于债务导致节目制作减少，公共电视台开始重播苏联时期连续剧《中午消失的阴影》和《永恒的呼唤》的剪辑版，每集52分钟。1998年底，综艺节目《什么？何处？何时？》停止在公共电视台播出，一年之后改在NTV播出，节目制作方在1999年1月起诉公共电视台，要求支付已播出节目的制作费用。
2000/2001季度
2000年9月至10月，公共电视台大幅改版，多个节目停播，包括脱口秀节目《主题》和《我们与时间》，以及幽默节目《面具表演》、《双关语》、《绅士表演》和《行星KVN》，电视游戏节目《侦探表演》和《猜测与同伴》，此后也推出一批新节目，包括从NTV转移至公共电视台播出的的游戏节目《谁想成为百万富翁？》，由青年戏仿人马克西姆·加尔金主持。
2000至2001年间，公共电视台播出一系列新闻和纪录片节目，例如《克里姆林宫9号》、《人与法》、《侦探纪实》等，带动频道收视率大幅提升。
2000年10月22日，周日版《时间》停播，之后直到2003年，公共电视台没有周日新闻分析节目，取而代之的是新闻分析及脱口秀节目《时代》。，由小弗拉基米尔·波兹涅尔和张娜·阿格拉科娃主持。
2000年11月，综艺节目《什么？何处？何时》恢复在公共电视台播出。
2000年，公共电视台也成为俄罗斯第一个在黄金时段试行垂直节目编排的电视台，这一编排方式是指一周中的每天同一时段播出不同节目。这一时期，公共电视台每周一播出惊悚片《黑屋》，周二播出侦探故事片《致命力量》，周三播出情节剧《按需停止》，周四播出历史系列片《帝国遇袭》，不过这一安排并未带来高收视率。
2001/2002季度
2001年，公共电视台停播《早间邮件》、《晚安，孩子们！》、《展望》、《此时此地》、《第七感》、《丛林的呼唤》、《直到16岁或更大》、《女性故事》和《过程》，其中前两个节目转至竞争对手俄罗斯广播电视台播出，《展望》和《此时此地》的停播则是亚历山大·柳比莫夫担任频道第一副总经理后的要求（亚历山大·柳比莫夫担任该职位直到2003年春季），《直到16岁或更大》的停播则是由于收视率落后于其他频道的青年节目，《丛林的呼唤》则是由于无法改版，《女性故事》和《过程》的停播则与主持人离职有关。
公共电视台的2001/2002季度启动较早，该季度开播节目《最后的英雄》（俄罗斯首批真人秀节目之一）、《夜班》（原先在NTV播出，由德米特里·迪布罗夫的“人类学”团队制作）、《大清洁》（安德烈·马拉霍夫的首个脱口秀节目）、《微弱联系》、《独立调查》（由尼古拉·尼古拉耶夫主持，原先在NTV播出）、《自己留着胡子》、《另一时间》等。公共电视台晚间节目安排调整，设置了数个固定节目时段：17:00播出脱口秀节目，18:25播出编辑节目（幽默节目或新闻纪录节目），19:00播出巴西电视剧，20:00播出电视游戏节目，21:30播出俄罗斯电视剧，22:30播出纪录片。2001年公共电视台节目收视率迅速上升。这一时期也有《俄罗斯轮盘》、《人们对抗》、《一个个笑话》等节目开播。
2001年10月，谢尔盖·舒马科夫被解雇，他曾任职公共电视台教育、娱乐及艺术节目制作人、《早安》节目兼任监制，也曾创办《什么？在哪？何时？》和《大清洁》栏目，此后他转职NTV。
2002/2003季度
公共电视台在2002年更名为第一频道，频道定位不变，推出《明星工厂》和《最后的英雄》栏目。部分NTV的制作人转至第一频道。奥列格·沃尔诺夫担任频道社会政治节目副总监。《时代》栏目从18:00调整至22:30播出。频道亦开播《新的一天》深夜新闻纪录栏目，一直播出至2005年。
2003年俄罗斯国家杜马选举前夕，第一频道开播斯维特兰娜·索罗金娜编辑脱口秀栏目（原先在TVS频道播出）、《基本直觉》、米哈伊尔·列昂蒂耶夫的《木偶剧院》以及经改版的周日《时间》新闻及分析节目（彼得·马尔琴科和安德利·巴图林主持）。
与此同时，第一频道也因新闻及分析节目较少而受到批评，频道节目重点在娱乐节目上，包括一些前期成功的栏目，其中脱口秀节目尤为如此，从2000年代初至2010年代中一直得到保留。
2003年6月26日，德米特里·迪布罗夫的《道歉》栏目（原名《夜班》）在主持人个人请求下停播，自此第一频道深夜节目大多为外国故事电影（工作日播出，直至2014年秋）和近期节目重播。
2003年夏季至秋季，第一频道继承了部分在TVS频道播出、第三方制作的节目，包括《彩带》、《俄罗斯犯罪》、《村民》、《爱情故事》、《亡命之徒》及《趣味影片》。
不过，第一频道也在2003年停播部分时事新闻节目和教育节目。在主持人尼古拉·尼古拉耶夫和维塔利·沃尔夫的请求下，频道停播《独立调查》（此后转至TVS频道播出，不久后停播）和《银球》栏目（此后转至俄罗斯电视台播出），此外《纪念》和《旅行者俱乐部》栏目（后者在1960年代开播）因主持人列昂尼德·菲拉托夫和尤里·森克维奇逝世而停播。原先担任体育部评论员的弗拉基米尔·佩雷图林被解雇。2003年9月开始，每天20:00的游戏节目在播出两季后取消，原时段在周二至周四播出俄罗斯电视剧，部分为重播其他频道收视较好的剧集，周一则播出《等着我》寻亲栏目，周五播出《奇迹之地》。脱口秀节目《基本直觉》减至一周播出一次，周五晚播出，节目质量受到影响。
2003/2004季度
2003年，第一频道播出电视剧《乡下》，吸引不少观众。同年，停播近4年的音乐综艺节目《猜旋律》恢复播出。季度末，总制作人康斯坦丁·恩斯特对《恶作剧》栏目和新一季《明星工厂》栏目的表现感到满意。
2004年初，叶夫根尼·彼得罗相离开第一频道，由他制作的《笑料全景》和《曲面镜》也迁移出第一频道（但第一频道仍播出两档节目的重播版或剪辑版，引起原作者不满），而夜间节目部总监德米特里·迪布罗夫也离开第一频道，此后两人转职俄罗斯电视台。
2004/2005季度
2004/2005季度，频道迎来开播十周年，收视率继续维持在俄罗斯全国电视频道中的领先地位，不过在2005年4月至5月曾低于俄罗斯电视台。俄罗斯电视台在2005年1月开播前黄金时段电视剧，第一频道同时段收视率受到打击，远低于俄罗斯电视台，第一频道反复调整编排策略，但均未成功：先是在17:30至18:50重播或首播俄罗斯电视剧，之后改为连播两集《俄罗斯犯罪》或将安德烈·马拉霍夫的脱口秀节目《傍晚五点》拆分成两部分播出（该节目此前替代了《大清洁》），18:00播出的《晚间新闻》缩短至10分钟，为开播以来最短，过去一般为20至30分钟。之后在2005年8月至9月，第一频道前黄金时段节目编排再度出现剧变。
2004年，伊戈尔·科尼的音乐节目《年度音乐》和《新浪潮》停播，并从秋季开始播出《新曲精选》和《五星》替代，然而播出后不久便停播。
2005/2006季度
2005年，节目制作人叶夫根尼·阿戈什科夫、斯维特拉娜·索罗金娜、尼古拉·德罗兹多夫，以及《在动物世界中》和《侦探纪录》栏目制作组离开第一频道。娱乐节目《小狗秀 “我和我的狗”》、《微弱联系》和《猜旋律》停播。周四晚的《基本直觉》被类似的社会政治节目《自行判断》替代，新节目也是主持人马克西姆·舍甫琴科的首秀。深夜纪录片及教育节目栏目《新的一天》停播，原时段单独安排自制或第三方制作的纪录片或谈话节目。此外，频道开播TeleFormat公司制作的《联邦法官》和电视剧《侦探》。2005/2006季度开始，第一频道的节目倾向于面对老年观众，特别是养老金领取者。
这一时期，第一频道的节目出现黄色媒体的倾向，安德烈·马拉霍夫的脱口秀节目《傍晚五点》在经历多次失败后，改版为更加阴暗、更夸大的《让他们说》栏目，夜间10:30的纪录片（2006年7月前为10:35）原先以社会、历史题材为主，这一时期具有煽动性的小报题材逐渐增多，诸如普通家庭的纠纷、犯罪、离婚、去世名人的花边新闻等（包括《爱情魔法》、《校园霸凌》、《最后24小时》、《我不想结婚》、《我的残酷保姆》、《我们之中的吸血鬼》）。与NTV、俄罗斯电视台不同，第一频道这一时期的纪录片不涉及时事政治话题，也不涉及受到俄罗斯官方负面评价的人物（安东·维尼茨基的电影《高加索计划》除外）。
2006年4月，早间脱口秀栏目《马拉霍夫+马拉霍夫》开播，节目题材为替代医学。2006年春夏季，第一频道开播心理学节目《库尔帕托夫医生》和《理解.谅解》，开播面向农村观众的节目《法赞达》和脱口秀节目《凝视夜空》，开播非政治新闻节目《其他新闻》。这一时期，第一频道所有动画片及青少年节目逐渐迁移至周末上午播出。
2006/2007季度
2006/2007季度，由于巴西电视剧的观众流失，逐渐转移至俄罗斯本土电视剧，第一频道停播巴西电视剧。2006年9月至2007年4月，频道开播一批娱乐节目，包括舞蹈节目《冰上明星》（此后更名《冰河世纪》）、音乐节目《双子星》、达人秀《荣耀时刻》、娱乐节目《明星马戏团》、体育节目《大山之主》和《擂台之王》、娱乐及教育节目《我想知道》、《第一频道喜剧俱乐部》和商品评价节目《试购》，其中不少节目反响较好，持续播出数年。此外第一频道播出的电视剧《列宁格勒》也获得成功。由于收视率低，频道取消在黄金时段重播叶夫根尼·彼得罗相剧团的喜剧表演。2007年底，康斯坦丁·恩斯特对《冰河世纪》、《荣耀时刻》以及大幅度改版的《明星工厂》节目的表现感到满意，而2006/2007季度末，其他频道也对这些节目评价较高。
2007年7月，工作日上午9:00新闻之后的时段不再重播俄罗斯电视剧和心理节目（迁移至12:00至15:00播出），改为连播《马拉霍夫+》和《试购》两档脱口秀节目，月底又增加《时尚语句》栏目。
这一时期，由于VID公司节目购置费用昂贵，再加上VID公司不愿转向“流媒体”电视制作，第一频道取消与VID公司的积极合作。随后VID公司董事会主席拉丽莎·西内尔希科娃成立红方块电视公司，负责制作第一频道大部分的节目，此后大部分VID公司的员工也转职红方块电视公司。艺术及娱乐节目部总监谢尔盖·卡尔瓦斯基离任后，由他或者其下属的制作公司苏豪传媒创办的栏目停播，或者转移至红方块公司制作。
2007/2008季度
2007/2008季度末，第一频道表现突出的栏目有《天壤不同》和《聚焦帕丽斯·希尔顿》。
2008年7月，第一频道增加夜间节目时段“城里人”，期望吸引流向互联网的青年观众，该时段播出外国纪录片和电视连续剧，包括《七代摇滚人》、《办公室》、《黑金诱惑》、《别对我撒谎》、《大西洋帝国》、《神探夏洛克》、《纸牌屋》、《维京传奇》、《冰血暴》等，也播出著名歌星的演唱会。
2008/2009季度
2008/2009季度，第一频道开播歌唱节目《会吗？唱！》 和相亲节目《我们结婚吧》，脱口秀节目《时代》停播，马克西姆·加尔金转职俄罗斯电视台。2008年底，由小弗拉基米尔·波兹涅尔主持的夜间谈话节目《波兹涅尔》开播，德米特里·迪布罗夫重返第一频道，主持栏目《谁想成为百万富翁？》。
2009/2010季度
2010年4月1日，第一频道庆祝开播15周年，此前在2月份，频道工作日黄金时段（18:20至21:00）节目安排稳定下来，不再如之前一样每半年调整一次，包括犯罪电视剧《下一个》、《我们结婚吧》和《让他们说》栏目等，此后高收视率的栏目表现进一步提高，频道黄金时段收视也得到提高。脱口秀节目《傍晚五点》成为频道最受欢迎的节目。
2010/2011季度
2010/2011季度，频道再度尝试垂直节目编排，包括动作片《逃亡》、喜剧《仓库》、悬疑侦探片《声音》和惊悚片《帮派》，不过收视率再度下滑。该季度开播的节目有脱口秀《祝你健康！》（主持人埃琳娜·马丽舍娃）和《城市工程》（埃琳娜·普罗克洛娃主持）、心理游戏节目《测谎仪》（主持人安德烈·马拉霍夫）以及喜剧节目《昨日现场》（原《KVN》节目参与者制作）。不过也有一些新节目反响不佳，播出仅数集后便停播，包括节目《比其他人更早》、《了解父母》、《结婚游戏》、《我们的时代！》、《裁决》、《目击者》和《表演一点也不差》。此外，早间脱口秀《马拉霍夫+》停播，被《祝你健康！》替代。
2011年3月开始，第一频道取消常规转播俄罗斯足球超级联賽的安排，而频道周末的节目安排几乎全部变成旧节目的重播、剪辑重播。
2011/2012季度
2011年7月，《自行判断》栏目主持人马克西姆·舍甫琴科在谈及安德斯·布雷维克时，称其恐怖主义行为肇因自新纳粹主义和对以色列的极端同情，随后俄罗斯犹太人大会向第一频道管理层递交信件表达抗议，要求第一频道取消与舍甫琴科的合作并停播其节目。第一频道在2011年9月停播《自行判断》栏目。2011年9月，在第一频道播出多年的犯罪电视剧《踪迹》和《侦探》停播，转至第五频道播出。
2011年8月底的国家杜马选举前夕，第一频道开播安德烈·马卡罗夫主持的社会政治脱口秀《自由与法治》，该节目原先在REN-TV播出，此外《晚间新闻》从原先的20分钟延长至45至50分钟。
2011/2012季度，第一频道开播的其他新节目还有电视剧《有点疯狂》、《警察同事》、诺娜·格里沙耶娃主持的喜剧小品《诺娜，加油！》以及舞蹈节目《波莱罗》。2012年俄罗斯总统选举期间，第一频道开播两档政治脱口秀节目，包括亚历山大·戈登主持的《公民戈登》和马克西姆·舍甫琴科主持的《这一背景下》，后者替代了《自行判断》栏目。选举过后，两档节目移至工作日0:30播出，之后彻底停播。从上一季度开始的新节目收视不佳的情况持续，在2011/2012季度，日间及部分晚间新开播节目常出现短期内停播的情况，频道官方网站上的节目预告经常在新节目开播一两天前调整，由近期节目的重播来填充，或者短暂恢复播出《联邦法官》、《犯罪编年史》和《下午好》栏目，这一做法在此后数个季度时有出现。
2012年，深夜娱乐节目《晚间乌尔甘特》和音乐节目《好声音》开播，取得成功，其中《好声音》最后一集在俄罗斯全国各个时区实时转播。两档节目均在年轻及老年观众中广受欢迎。
2012/2013季度
2012年9月，广受欢迎的节目《聚焦帕丽斯·希尔顿》停播。
2013年上半年，《猜旋律》和《博亚德堡》等栏目恢复播出。频道也开播全新形式的娱乐节目，包括《立方体》和《一对一》，频道收视率明显上升，频道的收视领先地位得以保留整个电视季度。2008至2010年间开播的其他晚间喜剧节目因各种原因停播，包括《天壤之别》、《昨日现场》和《个性卡通》。2013年6月，频道尝试回归过去的节目安排，在日间播出拉美电视剧《巴西大道》，不过收视并无明显提高，该节目播出时间在15:20至18:00之间反复调整，最终在2013年8月初播出50集后因观众兴趣平淡而停播。
2013/2014季度
2013/2014季度，第一频道开播脱口秀节目《单独和大家一起》（由女演员尤利娅·门绍娃主持）和《少年好声音》，后者是面向少儿的音乐竞赛节目，模式类似于轮回演唱节目《一模一样》。
2014年2月7日至23日索契冬奥会期间，第一频道临时调整节目安排，转播冬奥会赛况，台徽增加奥林匹克火炬动画，各主要栏目也以冬奥会话题为主，包括《新闻》、《时间》、《让他们说》、《早安》和《晚间乌尔甘特》，这也是苏联时期之后，该频道第一次在奥运会期间全天播出奥运会赛事转播、全日梳理以及奥运会相关节目。
2014/2015季度
索契冬奥会之后，第一频道的财务状况日趋恶化，一些较次要的节目被停播。2015年5月，第一频道总经理康斯坦丁·恩斯特在一次访谈中称，受到金融危机的影响，频道的节目质量可能下降。这一时期，第一频道大幅减少外国影视剧的播出，从2014年秋季至2018年4月19日间，外国影视剧只在周一至周四夜间播出，之后从2019年秋季开始只在周末播出一部外国故事片或纪录片，而空出来的节目时段改为重播当天的其他节目（周一至周四夜间的节目）或重播近期的节目（周五至周日夜间的节目）。持续播出十年的夜间节目时段“城里人”也取消。在减少外国影视剧和纪录片的播出后，第一频道增加了苏联及俄罗斯文化纪录片的播出，也增加有关各国前卫艺术家、摇滚乐表演者和电影导演的纪录片。2014年9月29日开始，频道取消日间首播电视剧的安排。2016年3月29日开始，频道取消在12:00至14:00时段重播晚间电视剧的安排。
这一时期新开播的节目大多未能取得成功。例如在康斯坦丁·恩斯特的访谈两周之后，第一频道开播新节目《公园》和《媒体先生和女士》，遭到不少观众批评，《公园》因节目概念传达不清、采用“假直播”的方式，以及节目涉及到的人过多而遭批评，《媒体先生和女士》则因未能成功使用幽默方式播报新闻，以及主持人马拉特·巴沙罗夫个性受到争议有关。
2014年，由于乌克兰示威活动、俄罗斯兼并克里米亚、顿巴斯战争等重大政治军事事件发生，第一频道增加新闻节目和社会政治节目的播出，开播《时间将会证明》、《解析时刻》和《托尔斯泰——周日》，并在各档节目中间插播《整点新闻》，对过去一小时的重要事件作简要总结。而《其他新闻》栏目在这一时期基本只播出乌克兰局势的消息，与其他新闻栏目区别不大，在该年停播。有报道称第一频道增加政治节目的安排，与克里姆林宫认为第一频道政治节目时长过短或者俄罗斯-1频道和NTV同类节目收视率较高直接相关。
2015/2016季度
2016年夏秋季，彼得·托尔斯泰离开第一频道，担任国家杜马代表，他主持的节目《时间将会证明》改由节目主编兼节目主管弗拉基米尔·波兹纳和阿尔乔姆·谢宁主持，此后又改由2016年回归第一频道的阿纳托利·库齐切夫主持（曾在2002至2003年间任职该频道）。2013年开播、彼得·托尔斯泰主持的周三脱口秀节目《政治》在2016年停播。
2015年9月，马克西姆·加尔金回归第一频道，最初他以参与者身份在《一模一样》第三季节目中出现，一年后开始主持娱乐节目《马克西姆马克西姆》（节目在2017年初停播）、少儿才华竞赛节目《最好的！》等栏目。
2015年10月后半，第一频道第三次尝试垂直节目编排，在周日晚间播出三部亚历山大·采卡洛拍摄的电视剧：心理惊悚片《方法》、侦探片《克里姆》和色情惊悚片《蝗虫》。《方法》成为频道最成功的周播电视剧，平均每集观众达550万人（收视率7.9%，市场份额25.1%），但另外两部反响平淡，《克里姆》平均收视率2.3%，市场份额9.6%，《蝗虫》平均收视率1.7%，市场份额8.2%。
2016/2017季度
2016/2017季度初，第一频道收视率开始落后于竞争者俄罗斯-1频道，为挽回收视率，第一频道进行了一些颇具争议的尝试，停播了一些收视率低的节目，16集电视剧《月亮的另一面》第二季在播出八集后被腰斩，频道原计划将该剧调整至另一时段播出，但随后节目播出权转移至“周五！”娱乐频道，电视剧在该频道播出后获得成功。之后第一频道不再全程转播2016年度“第一频道杯”曲棍球比赛，只转播12月15日俄罗斯国家队对阵瑞典国家队的首场比赛，而该赛事的其他赛程则由于收视率过低，转播权免费转移给竞赛电视台播出，相关赛事在12月16日及18日于竞赛电视台播出。2017年初，第一频道的喜剧小品节目《一人多角》在第一频道播出四季后停播（原定播出六季），而1月5日原定播出该节目的时段，则在没有解释的情况下改播《雪天使》。
2017年1月，第一频道调整晚间18:00至20:00节目安排，开播政治节目《第一演播室》，由阿尔乔姆·谢宁主持，但这一节目只持续播出到2016/2017电视季度末，之后由于收视率低、观众满意度低、对乌克兰局势的报道存在不合理的偏见等原因停播。2017年3月，喜剧节目《聚焦帕丽斯·希尔顿》和《笑料周边》恢复播出。随着政治脱口秀节目的增加，此类节目在第一频道节目表的数量占比达到35%，时长占比达到近40%。
2017年5月，娜塔莉亚·尼科诺娃回归第一频道（2003至2009年间曾在第一频道担任特别策划工作室总监，此后曾任职俄罗斯-1频道），初期担任第一频道音乐及娱乐节目部副总监，此后调职新成立的特别策划部总监。2017年5月29日，第一频道首次设立政府官员沟通副总监一职，由原先担任文化及教育局局长、俄罗斯联邦政府副总参谋长的丹尼斯·莫尔查诺夫担任。这一时期，第一频道获授权播出奥利弗·斯通的访谈纪录片《普京访谈录》，并在2017年6月19日至22日21:30播出。
2017年夏季，频道再度出现人员外流，在夏季的三个月内，三名长期任职第一频道的主持人离开该频道，包括安德烈·马拉霍夫（转职俄罗斯-1频道）、亚历山大·奥列什科（转职NTV）和帖木儿·基兹亚科夫（转职俄罗斯-1频道）。此外，频道在晚间开播脱口秀节目《事实上》，由此前被第一频道解雇的德米特里·舍佩列夫主持。安德烈·马拉霍夫原先主持的《让他们说》栏目改由第一频道新闻主播德米特里·鲍里索夫主持。这一时期开始，《事实上》和《让他们说》栏目均由娜塔莉亚·尼科诺娃负责制作，两档脱口秀节目的话题也从之前的家庭和日常话题为主，转变为时事政治话题为主。此外，娱乐节目《人人在家时》停播，同一时段开播访谈节目《诚实的话》，尤里·尼古拉耶夫主持，该节目此后曾被2018年1月开播的类似节目《早间访问》替代（玛丽亚·舒克希娜主持），直至6月份恢复播出《诚实的话》。
2017年8月，《单独和大家一起》栏目在主持人尤利娅·门绍娃的提议下取消，不过尤利娅·门绍娃仍继续在第一频道主持其他节目，例如接替马拉霍夫主持脱口秀节目《今晚》（直至2020年）。一个月后，第一频道不再与《等着我》栏目的制作方续约（该节目于1999年开播），节目转至NTV播出。此外，喜剧电视杂志节目《笑料周边》在恢复播出仅五个月后再度停播。《法赞达》栏目播出11年后，于2017年停播，三个月后被玛丽亚·沙霍娃主持的同类型节目《亲爱的节目》，但在播出三期后停播。
2017/2018季度
2018年初，第一频道进一步增加社会政治节目的播出时长：脱口秀节目《时间将会证明》拆分成多部分播出，播出时间覆盖几乎整个下午时段和傍晚时段，而《时间》栏目则在多年后更换主播，叶卡捷琳娜·安德烈耶娃被基里尔·克列梅诺夫替代。从2018年初至年中，一些播出多年的节目停播，包括《夜间新闻》（若不考虑节目时长和模式的变化，已播出超过20年）和烹饪节目《津津有味》（已播出近25年，此后节目转至YouTube发布），已播出12季的商品评价节目《试购》也停播。此外，《聚焦帕丽斯·希尔顿》也在第一频道完结，节目嘉宾之一谢尔盖·斯维特拉科夫与STS频道签约，只能在STS频道上露面。
2017年11月，12集十月革命历史系列片《帝国之翼》在第一频道播出4集后，因收视率低而被腰斩（该节目此后在2019年7月恢复播出），而第一频道播出的另一个致敬1917年俄国革命一百周年的电影《托洛斯基》则完整播出，收视率超过同时段俄罗斯-1频道播出的同题材节目《革命恶魔》。奥尔加·布佐娃主持的脱口秀节目《巴比叛乱》在播出仅一周半后，因大量观众批评而停播。
2017年前11个月，第一频道整体收视率仍然低于俄罗斯-1频道，在“4岁以上观众群”数据中，第一频道收视率以12.7%位居第二，俄罗斯-1频道则以12.9%位居第一，不过在“目标观众群”（14至59岁）上，第一频道收视率以10.8%维持第一位，俄罗斯-1则以9.6%位居第二。年底，第一频道“4岁以上观众群”收视率12.1%仍低于俄罗斯-1的13.2%，第一频道公关部门解释称，第一频道落后于俄罗斯-1频道，与夜间节目收视率低有关，夜间时段第一频道播出《晚间乌尔甘特》、重播日间脱口秀节目（2020年开始也重播纪录片），而俄罗斯-1则播出《弗拉基米尔·索洛维约夫之夜》和情节剧、侦探剧，且大多为首播。
2018/2019季度
2018年6月，《周日时间》的主播瓦列里·法捷耶夫离开第一频道，专注于社会活动。从10月7日起，周日晚间同时段改为播出新闻分析及脱口秀节目《托尔斯泰——周日》，由重返第一频道的彼得·托尔斯泰主持，不过该时段频道收视率大幅下滑，落后于俄罗斯-1频道和NTV，《托尔斯泰——周日》在播出一季后停播，同时段恢复播出周日版《时间》。
2018年底，第一频道以11.8%收视率继续位居第二位，俄罗斯-1频道则以12.9%位居第一。
2019/2020季度
2020年3月16日起，受2019冠状病毒病疫情影响，第一频道所有脱口秀节目，以及《晚间乌尔甘特》、《什么？何处？何时？》、《谁想成为百万富翁？》以及《奇迹之地》栏目的摄制现场逐渐开始不安排观众，《少年好声音》第七季的最后一集也采取这一安排，而由于2020年欧洲歌唱大赛取消，频道改为播出《欧广联：闪耀欧洲》歌唱比赛。《越来越聪明》栏目的第28届人道奥林匹克赛事决赛取消，频道只播出莫斯科国立国际关系学院评审团的回顾。也有一些节目（以周末播出的节目为甚）暂停播出，或者间中重播。电视剧的摄制工作也暂停。